# Sabrang (Delanggu)
Sabrang is een bestuurslaag in het regentschap Klaten van de provincie Midden-Java, Indonesië. Sabrang telt 3569 inwoners (volkstelling 2010).